# Mistrzostwa Europy w Boksie 1949
VIII Mistrzostwa Europy w Boksie (mężczyzn) odbyły się w dniach 13–18 czerwca 1949 w Oslo (Norwegia). Startowało 93 uczestników z 16 państw, w tym pięciu reprezentantów Polski. Walczono w 8 kategoriach wagowych.

## Medaliści

### Waga musza
| Złoto                    | Srebro              | Brąz                   |
| ------------------------ | ------------------- | ---------------------- |
| Janusz Kasperczak Polska | József Bednai Węgry | Hans Schmöller Austria |

### Waga kogucia
| Złoto                  | Srebro               | Brąz                   |
| ---------------------- | -------------------- | ---------------------- |
| Giovanni Zuddas Włochy | Henning Jensen Dania | Salvator Vangi Francja |

### Waga piórkowa
| Złoto                    | Srebro                 | Brąz                     |
| ------------------------ | ---------------------- | ------------------------ |
| Jacques Bataille Francja | Louis van Hoeck Belgia | David O'Connell Irlandia |

### Waga lekka
| Złoto                      | Srebro                 | Brąz                        |
| -------------------------- | ---------------------- | --------------------------- |
| Michael McCullagh Irlandia | Mohammed Aimme Francja | Pavle Šovljanski Jugosławia |

### Waga półśrednia
| Złoto                       | Srebro                 | Brąz              |
| --------------------------- | ---------------------- | ----------------- |
| Július Torma Czechosłowacja | Victor Jørgensen Dania | Guy Toupé Francja |

### Waga średnia
| Złoto             | Srebro              | Brąz                 |
| ----------------- | ------------------- | -------------------- |
| László Papp Węgry | Stig Sjölin Szwecja | Ivano Fontana Włochy |

### Waga półciężka
| Złoto                   | Srebro                           | Brąz                   |
| ----------------------- | -------------------------------- | ---------------------- |
| Giacomo Di Segni Włochy | Otakar Rademacher Czechosłowacja | Willy Schagen Holandia |

### Waga ciężka
| Złoto             | Srebro                         | Brąz                   |
| ----------------- | ------------------------------ | ---------------------- |
| László Bene Węgry | Raymond Degl'Innocenti Francja | Uber Baccilieri Włochy |

## Występy Polaków
- Janusz Kasperczak (waga musza) pokonał w eliminacjach Spartaco Bandinellego (Włochy), w ćwierćfinale Henka van der Zee (Holandia), w półfinale Emile'a Deplanque'a (Belgia), a w finale Józsefa Bednaia (Węgry) zdobywając złoty medal
- Maksymilian Grzywocz (waga kogucia) przegrał pierwszą walkę w ćwierćfinale z Salvatorem Vangi (Francja)
- Aleksy Antkiewicz (waga piórkowa) przegrał pierwszą walkę w ćwierćfinale z Louisem van Hoeckiem (Belgia)
- Henryk Nowara (waga średnia) przegrał pierwszą walkę w eliminacjach z Ivicą Pavlicą (Jugosławia)
- Franciszek Szymura (waga półciężka) wygrał w eliminacjach z Gyorgi Kapoecsim (Węgry), a w ćwierćfinale przegrał z Otakarem Rademacherem (Czechosłowacja)